# Prekarium
Prekarium, l.m. prekaria (łac. precarium od prex  dpn. preces 'prośba') – rodzaj umowy, w wyniku której następowało przekazanie drugiej osobie ziemi, jakiejś rzeczy lub prawa w użytkowanie, z zastrzeżeniem zwrotu na każde wezwanie, ponieważ przekazanie takie następowało najczęściej na prośbę przyjmującego, stąd nazwa instytucji. Potocznie to także teren uzyskany na mocy tej umowy.
Prekaria wywodzą się z prawa rzymskiego. Był to rodzaj bezpłatnego użyczenia rzeczy materialnej, którą pożyczający musiał zwrócić bezzwłocznie na żądanie użyczającego. Takie użyczenie nie podlegało ochronie prawnej i łączyło się z pewnym ryzykiem dla obu stron.
W nowej formie prekaria odrodziły się w państwie Franków i rozprzestrzeniły w całej feudalnej Europie. Początkowo nie spisywano żadnej umowy, a zakres gwarancji i obowiązków był różny. Stopniowo dopracowano pewne standardy umów i zakres wzajemnych relacji. Pomijając szczegóły, wyróżnia się trzy rodzaje prekarii:
1. Precaria data (łac. datus 'dany') – stosowanie ich wynikało z kryzysu początkowego państwa i trudności podatkowo-monetarnych. Zarówno władca, jak i Kościół dysponowali dużymi obszarami ziemi - pustkami, które nie przynosiły zysku. Przy czym władca miał tego typu problemy w początkach państwa, a Kościół znacznie później (XI/XII w.), kiedy został obdarowany częścią ziemi, nadanej przez króla rycerzom. Przypadało to już na czasy umów pisanych. Stąd być może wrażenie, że prekaria data stosowano w dobrach kościelnych i prawie wyłącznie do niższych warstw. Faktycznie, w przypadku rycerzy formy prekarium używano rzadko/niechętnie ze względu na proszalny (mało honorowy) charakter relacji. Okazując wdzięczność lub pozyskując stronników, książę/król nadawał ziemię na zasadzie beneficjum, przy okazji kreując zależność suweren – wasal. Ziemię na zasadzie prekariów otrzymywały warstwy niższe – zasadźcy i pojedynczy chłopi. Król zyskiwał stały dochód w postaci opłaty za użytkowanie (czynszu) oraz określoną ilość usług (pomoc przy budowie, przewóz drewna itp).
2. Precaria oblata (łac. oblatus 'ofiarowany') – przekazanie ziemi Kościołowi miało charakter symboliczny i wynikało z wiary, że takie postępowanie zapewni pomyślność. Przykładem tego typu umowy może być dokument „Dagome iudex” wystawiony przez Mieszka I. Za dość złudną opiekę płacono realnym pieniądzem (świętopietrze).
3. Precaria remuneratoria[3] – proszący przekazywał swoją ziemię, za co otrzymywał od proszonego często większy kawałek. Ziemia była własnością oddającego tylko do jego śmierci. Później jego rodzina mogła tę ziemię uprawiać dziedzicznie, mogła ją też opuścić (zachowywała wolność osobistą), ale samej ziemi nie można było już odzyskać, przechodziła na własność proszonego. Wobec umowy typu precaria data pójście na taki układ może wydawać się dziwne. Wbrew pozorom w ówczesnych warunkach mogło to być rozwiązanie bardzo korzystne. Taka treść umowy mogła wynikać z dwu sytuacji. Pierwsza była całkiem jasna i prozaiczna. Wskutek jakichś długów lub nadmiernej dzietności dotychczas uprawiana działka przestała wystarczać. Pójście na umowę pozwalało poprawić swoje warunki życia, a przy tym nic nie zmieniając (ziemia, dom pozostawały w tym samym miejscu, co więcej dorastające dzieci „swoich” łatwiej mogły dostać kolejną prekarię).

Druga sytuacja jest bardziej złożona. Rozwój zależności feudalnych wkrótce doprowadził do tego, że pierwotnie wolni ludzie popadali w zależność. Zamożni panowie czynili poddanymi zarówno pracujących na roli, jak i rycerzy. W pierwszej kolejności w zależności popadali rycerze i chłopi mający najlepsze kawałki ziemi, ale wkrótce w kręgu zainteresowania znaleźli się też ci osiedleni na gorszej ziemi, na uboczu. Drobni rycerze dodatkowo mogli popadać w zależności przy okazji nieudanych wypraw wojennych, przegranych turniejów czy przez wybranie stronnictwa, które przegrało walkę wewnętrzną i nie znalazło się w stronnictwie władcy. Niezadowoleni rycerze mogli udać się na dwory wschodniej Europy i za zasługi dorobić się majątku. Póki istniały pustki, także chłopi mogli uciec i jako wolni ludzie uzyskać wieczystą dzierżawę. W pewnym momencie skończyły się takie możliwości. Każdy rycerz na zachodzie Europy musiał być czyimś wasalem, każdy chłop zarówno na Zachodzie, jak i na Wschodzie musiał mieć zwierzchniego pana (tylko od jego dobrej woli zależał stopień zależności, umowy można było złamać). Ratunkiem przed popadnięciem w niewolę dla siebie i całej rodziny okazały się prekaria. Wolny rycerz składał prośbę do najbliższego, a zarazem najsilniejszego możnowładcy i w zamian za pewne świadczenia ze swej strony zachowywał swój majątek, a równocześnie zyskiwał opiekuna, użytecznego w razie najazdu sąsiada lub w razie dostania się do niewoli podczas wyprawy wojennej.
Można było szukać opieki ze strony Kościoła, ale taka opieka była dla rycerza nieopłacalna. Kościół potępiał turnieje (p też. Pokój Boży), wyprawy wojenne (oprócz dalekich na „pogan” czy bliższych „przeciw heretykom”), a za zasługi wojenne nie nagradzał. Za to chłopom bardziej opłacało się szukać opieki ze strony Kościoła. Zwierzchność kościelna była zwykle daleko, raczej dotrzymywała umów, a pobliski możnowładca nie ważył się tratować ziemi kościelnej podczas polowania.  Za niewielki czynsz i pomoc fizyczną chłop zyskiwał opiekuna i pomoc, dziedziczną dzierżawę ziemi przy zachowaniu wolności. Możnowładca mógł się nie zgodzić, ale wyrażając zgodę, zyskiwał to, co chciał na drodze pokojowej, a przy tym mógł liczyć na wdzięczność i lojalność proszącego.